# Ivar Syberg
Ivar Fredrik Syberg, född 15 oktober 1907 i Katarina församling i Stockholms stad, död 19 april 1994 i Gustav Vasa församling i Stockholms län, var en svensk militär.
Syberg avlade officersexamen vid Kungliga Krigsskolan 1930 och blev fänrik vid Västerbottens regemente samma år. Han gick högre kursen vid Artilleri- och ingenjörhögskolan 1936–1938 och befordrades till löjtnant 1937. Syberg blev kapten vid Signalregementet 1941. Han tjänstgjorde vid Försvarsstaben 1942–1946 samt var lärare vid Krigshögskolan 1943–1947 och 1952–1954. Syberg befordrades till major 1949 och överstelöjtnant 1954, varpå han var chef för Arméns signalskola 1954–1963 och befordrades till överste 1961. Han gjorde FN-tjänstgöring i Jordanien 1959. Åren 1963–1968 var Syberg chef för Upplands signalregemente, varpå han inträdde i reserven 1968. Därefter tjänstgjorde han i Försvarsstaben och Arméstaben 1969–1973. Syberg blev riddare av Svärdsorden 1950 och kommendör av samma orden 1965. Han är begravd på Solna kyrkogård.